# Ливанов, Дмитрий Викторович
Дми́трий Ви́кторович Лива́нов  (род. 15 февраля 1967, Москва, СССР) — российский учёный-физик и государственный деятель. Министр образования и науки Российской Федерации (2012—2016). Ректор Московского физико-технического института (2022).

## Биография
Родился в Москве 15 февраля 1967 года в семье Виктора Ливанова — впоследствии генерального директора Авиационного комплекса им. С. В. Ильюшина. Супруга отца (неродная мать Дмитрия Ливанова) — Филиппова (Рогозина) Татьяна Олеговна, родилась 24 января 1953 года в городе Чкалове, доктор экономических наук, президент авиакомпании «Титан — Аэро», является сестрой заместителя председателя Правительства Российской Федерации Дмитрия Рогозина. Сестра Дмитрия Ливанова — Дарья Викторовна, 1975 года рождения, окончила факультет журналистики МГУ.

### Образование и научная карьера
В 1990 году с отличием окончил физико-химический факультет Московского института стали и сплавов (МИСиС) по специальности «физика металлов».
В 1990—1992 годах учился в очной аспирантуре МИСиСа, в то же время работая за границей по программе обмена опытом.
Ученик лауреата Нобелевской премии по физике академика Алексея Абрикосова.
В 1991 году в МИСиС защитил диссертацию на соискание учёной степени кандидата физико-математических наук по теме «Перенос тепла взаимодействующими электронами в сверхпроводниках и нормальных металлах».
В 1992—2000 годах — научный сотрудник, старший научный сотрудник лаборатории синтеза; доцент кафедры теоретической физики физико-химического факультета МИСиСа. Там же в 1997 году защитил докторскую диссертацию по теме «Термоэлектрический эффект и перенос тепла в электронных системах со взаимодействием». Профессор.
В 1997—2000 годах — заместитель проректора МИСиСа по научной работе. В 2000—2004 годах — проректор по международному сотрудничеству, профессор кафедры теоретической физики МИСиСа.
В 2003 году окончил Московскую государственную юридическую академию по специальности «юриспруденция». В том же году неудачно баллотировался в члены-корреспонденты РАН по Отделению физических наук.
Автор более 60 научных работ; учебного пособия для вузов «Физика металлов» (2006). H-индекс по публикациям в РИНЦ равен 10.

### Карьера чиновника
В 2004—2005 годах — директор департамента государственной научно-технической и инновационной политики Министерства образования и науки Российской Федерации.
В 2005—2007 годах — статс-секретарь — заместитель Министра образования и науки Российской Федерации Андрея Фурсенко.
С 11 апреля 2007 года по 21 мая 2012 года — ректор Национального исследовательского технологического университета «МИСиС».
В 2009 году вошёл в список лиц, включённых в «первую сотню» резерва управленческих кадров, находящихся под патронажем президента Российской Федерации.
21 мая 2012 года назначен министром образования и науки Российской Федерации.
19 сентября 2012 указом Президента Российской Федерации Ливанову, министру регионального развития Олегу Говоруну и министру труда и социальной защиты Максиму Топилину был объявлен выговор. Спустя год, 30 сентября 2013, Владимир Путин снял дисциплинарное взыскание с Ливанова и Топилина, аннулировав тем самым свой указ, Говорун был уволен ранее и перешёл на работу в Администрацию Президента.
В должности министра активно поддерживал реформу государственных академий наук в России, настаивая на приоритетном развитии вузовской, а не академической науки.
19 августа 2016 года указом Президента России освобождён от должности министра образования и науки Российской Федерации. Вместо него была назначена Ольга Васильева. В этот же день указом Президента Российской Федерации назначен на должность Специального представителя по торгово-экономическим связям с Украиной, сменив на этом посту Михаила Зурабова. 5 октября 2018 года был освобождён от должности Специального представителя по торгово-экономическим связям с Украиной.
10 марта 2021 года министр науки и высшего образования РФ Валерий Фальков подписал приказ о назначении Ливанова временно исполняющим обязанности ректора Московского физико-технического института (МФТИ). Он приступил к исполнению своих обязанностей 16 июня 2021 года. В пресс-службе Минобрнауки заявили:

Предстоящий до этого период должен обеспечить преемственность научного и организационного руководства вузом. Это время будет использовано для проведения широких консультаций с выпускниками университета, ассоциацией «Физтех-Союз», профессорско-преподавательским составом. В ближайшее время должна быть разработана и обсуждена программа развития университета, определён круг задач и направлений развития, подготовлен проект для участия в программе стратегического академического лидерства «Приоритет-2030»

15 февраля 2022 года назначен ректором МФТИ.

## Политическая позиция
В 2022 году в должности ректора подписал обращение Российского союза ректоров в поддержку вторжения России на Украину. Позднее его имя исчезло со страницы обращения.

## Награды
- Золотая медаль РАН для молодых учёных (2000)[29][4].
- Премия Правительства Российской Федерации в области образования (2011)[30][4].

## Семья
В браке, имеет старшую дочь Ксению (1995) и двух сыновей, Илью (2001) и Льва (2007), последний из которых усыновлён в годовалом возрасте.
В настоящее время женат на Мордкович Ольге Анатольевне, которая родилась 15 июня 1967 года, в 1989 году окончила Российский государственный университет нефти и газа имени И. М. Губкина по специальности «прикладная математика», затем получила степень MBA в Московской международной высшей школе бизнеса «МИРБИС», в 2004 году возглавила департамент биллинга и IT в операторе мобильной связи Tele2 Россия. Номинант национальной ежегодной премии «IT-лидер 2012».
Задекларированный доход Ольги Мордкович в 2014 году составил 49 млн рублей[значимость факта?].

## Увлечения
Дмитрий Ливанов — достаточно опытный альпинист, совершивший восхождения на несколько вершин мира.

## Критика
- В декабре 2012 года Ливанов выступил с критикой закона, запрещающего гражданам США усыновление российских детей-сирот[36], внесённого депутатом Государственной думы от «Единой России» Екатериной Лаховой. В ответ Лахова обвинила Ливанова в некомпетентности в курируемых министром вопросах, а также заявила, что он «не понимает, что такое Министерство образования»[37]. В то же время, согласно действующему на тот момент постановлению Правительства РФ о Министерстве науки и образования, вопросы прав детей относились к его компетенции[38], а одним из структурных подразделений Минобрнауки на тот момент являлся Департамент государственной политики в сфере защиты прав детей.
- 24 марта 2013 года, в интервью «Эху Москвы» министр образования и науки назвал Российскую академию наук «неэффективной, недружелюбной к людям, которые там работают, организацией», сказал, что РАН «деградирует с точки зрения научной продуктивности», сославшись при этом на возраст руководителей академии. В ответ учёные потребовали отставки министра[39].
- По мнению опрошенных ВЦИОМ в марте 2013 года, хуже всего в Правительстве России работает министр образования и науки (рейтинг составил 2,6 балла из 5 возможных)[40]. Однако уже в ноябре 2013 года Ливанов значительно укрепил свои позиции, заняв 63 строчку (плюс 18 пунктов) в рейтинге «100 ведущих политиков России» по версии «Независимой газеты» (автор — Д. И. Орлов — генеральный директор Агентства политических и экономических коммуникаций)[41].
- На период работы Д. Ливанова в качестве министра приходится создание Карты российской науки — крайне неоднозначного проекта, сопровождавшегося чередой скандалов и обвинением в адрес ряда госчиновников Минобрнауки[42].